# Tazumal
Tazumal prekolumbián maja település komplexuma a mai Salvador nyugati szélén, Santa Anától kb. 12 km-re nyugatra,  Chalchuapa mellett, a guatemalai határ közelében található. Az ország egyik legismertebb és legfontosabb romvárosa.
Legjelentősebb helyreállított épülete egy 23 m magas piramis, amelyet 100-500 között építettek. Tezumal valószínűleg 600-900 között élte a fénykorát. Jóval túlélte a guatemalai maja városok hanyatlását, mert például a másik helyreállított építmény a 11. vagy 12. századból származik. 1200 körül vált a város elhagyatottá.
A feltárásokból sok tárgyi emlék került elő, ezeket a romkert múzeumában tekinthetjük meg. Itt van kiállítva egy életnagyságú szobor egy istenségről, Sipe-Totekről is. A talált leletek azt bizonyították, hogy egy kereskedelmi útvonal létezett a mai Mexikó és Panama területe között.
A közelben, innen kb. 1 km-re északra található egy másik maja régészeti helyszín, a Casa Blanca, romos piramissal.

## Fordítás
- Ez a szócikk részben vagy egészben  a   Tazumal című angol Wikipédia-szócikk fordításán alapul.  Az eredeti cikk szerkesztőit annak laptörténete sorolja fel. Ez a jelzés csupán a megfogalmazás eredetét és a szerzői jogokat jelzi, nem szolgál a cikkben szereplő információk forrásmegjelöléseként.